# Petrus Comestor

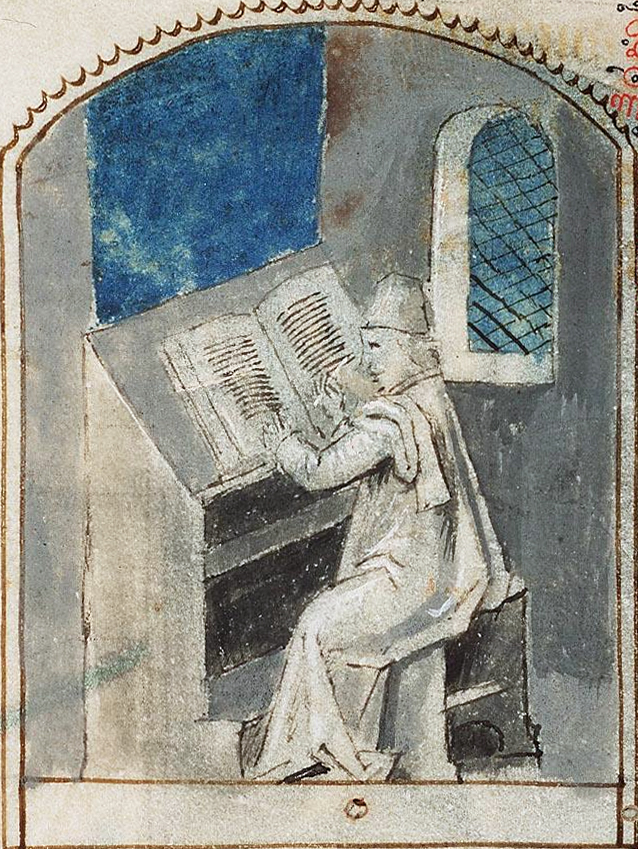
Representación de Petrus Comestor en una copia tardía de la Historia Scholastica, ca. 1470

Petrus Comestor (o Pedro el Comedor) (Troyes, ...-París, 1180) fue un teólogo medieval francés.

## Biografía
Pedro, llamado Comestor o comedor por su fama de «devorador de libros», fue decano del capítulo de Troyes en 1147, y después profesor. Desde el 1164 fue canciller de la Universidad de París. Se retiró, en fin, al convento agustino de San Víctor en París.

## Obra
Su obra mayor es la Historia scholastica, una historia del mundo desde el Génesis hasta la prisión de san Pablo en Roma. Fue tan famosa que en su tiempo se le conocía como el maestro de las historias para referirse a él. De esta manera, pues, se identificaba al autor con la obra.
Trató de teología en otras obras, como Sententiae de Sacramentis (Sentencias de los Sacramentos) y Tractatus de eucharistia (Tratado sobre la eucaristía). Se discute su autoría de las Allegoriae in Vetus et Novum Testamentum (Alegorías al Viejo y Nuevo Testamento), del Liber Pancrisis (Antología de libros) y del Liber de spiritu et anima (Libro del espíritu y del alma).